# Kagayanen jezik
Kagayanen jezik (ISO 639-3: cgc;isto i cagayano, kagay-anen, kinagayanen), jedan od 4 sjevernomanobskih jezika, kojim govori oko 30 000 ljudi (2007 SIL) na otoku Cagayan između Negrosa i Palawana u Filipinima, te na otocima Palawan i Balabac.
Etničla populacija Kagajana iznosi oko 25 000. Dijalekt: calamian kagayanen.

## Vanjske poveznice
- Ethnologue (14th)
- Ethnologue (15th)
- The Kagayanen Language